# Phường 17, Gò Vấp
Phường 17 là một phường thuộc quận Gò Vấp, Thành phố Hồ Chí Minh, Việt Nam.

## Địa lý
Phường 17 nằm ở phía đông bắc quận Gò Vấp, có vị trí địa lý:
- Phía đông giáp Phường 6
- Phía tây giáp Phường 10, Phường 15 và Phường 16
- Phía nam giáp Phường 7
- Phía bắc giáp Quận 12.

Phường có diện tích 1,17 km², dân số năm 2021 là 51.950 người,  mật độ dân số đạt 44.401 người/km².

## Lịch sử
Trước năm 1975, địa bàn Phường 17 hiện nay thuộc xã An Nhơn, quận Gò Vấp, tỉnh Gia Định.
Năm 1976, xã An Nhơn giải thể để thành lập các phường mới thuộc quận Gò Vấp, trong đó có Phường 17.
Ngày 23 tháng 11 năm 2006, Chính phủ ban hành Nghị định số 143/2006/NĐ-CP. Theo đó, thành lập Phường 6 trên cơ sở điều chỉnh 164,75 ha diện tích tự nhiên và 22.428 người của Phường 17.
Sau khi điều chỉnh địa giới hành chính, Phường 17 còn lại 116,91 ha diện tích tự nhiên, dân số là 43.623 người.